# Kate Bornstein
Pour les articles homonymes, voir Bornstein.
 (novembre 2017).
Si vous disposez d'ouvrages ou d'articles de référence ou si vous connaissez des sites web de qualité traitant du thème abordé ici, merci de compléter l'article en donnant les références utiles à sa vérifiabilité et en les liant à la section « Notes et références ».
Kate Bornstein (née le 15 mars 1948) est une artiste d'art performance, essayiste, romancière américaine. Son œuvre littéraire est généralement rattachée aux études sur le genre.

## Biographie
Née dans une famille juive, Kate Bornstein se convertit à l'église de scientologie vers 1970, pour la quitter en 1981.
Elle débute sa transition de genre à partir de 1984, se pensant d'abord une femme trans avant de réaliser en 1988 qu'elle est non-binaire. Elle utilise les pronoms they singulier et elle. Elle écrit des articles pour un journal gay et lesbien, The Bay Area Reporter. En 1994, elle publie un livre sur la transidentité. Elle écrit aussi des pièces de théâtre qu'elle joue elle-même sur scène.

## Publications
- My New Gender Workbook: A Step-by-Step Guide to Achieving World Peace Through Gender Anarchy and Sex Positivity, éd. Routledge, 2012, rééd. 2013,
- Gender Outlaws: The Next Generation, coécrit avec S. Bear Bergman, éd. Seal Press, 2010,  (ISBN 978-1-58005-308-2),
- Hello Cruel World: 101 Alternatives to Suicide for Teens, Freaks and Other Outlaws, éd. Seven Stories Press, 2006,  (ISBN 1-58322-720-2) (intitulé Hello, Cruel World: 101 Alternatives to Teen Suicide au Royaume-Uni),
- My Gender Workbook: How to Become a Real Man, a Real Woman, the Real You, or Something Else Entirely , éd.  Routledge, 1997,  (ISBN 0-415-91673-9) (édition brochée)  (ISBN 0-415-91672-0) (relié),
- Nearly Roadkill: An Infobahn Erotic Adventure (roman coécrit avec Caitlin Sullivan), 1996,  (ISBN 1-85242-418-4),
- Gender Outlaw: On Men, Women, and the Rest of Us,  éd. Vintage, 1994,  (ISBN 0-679-75701-5).